# Gare de Boves
Gare de Boves – stacja kolejowa w Boves, w departamencie Somma, w regionie Hauts-de-France, we Francji.
Jest stacją Société nationale des chemins de fer français (SNCF), obsługiwaną przez pociągi TER Picardie.